# Мушутище
Мушутище (на сръбски: Мушутиште или Mušutište; на албански: Mushitishtë или Mushitishta) е село в Косово, община Суха река, Призренски окръг.

## История
В Мушутище са разположени средновековната църква „Света Богородица Одигитрия“ от 1315 година, както и средновековният манастир „Света Троица“. И двата храма днес са разрушени в началото на 21 век от терористи.
При избухването на Балканската война в 1912 година двама души от Мушутище са доброволци в Македоно-одринското опълчение.

## Личности
Родени в Мушутище
- Милош Неделков (1870 – ?), македоно-одрински опълченец, жител на Призрен, 4 рота на 1 дебърска дружина, ранен в Междусъюзническата война на 18 юни 1913 година, носител на кръст „За храброст“ IV степен[2]
- Спас Андреев, македоно-одрински опълченец, 35-годишен, земеделец, 1 рота на 11 сярска дружина[3]